# San Benedetto Tennis Cup 2022
La San Benedetto Tennis Cup 2022 è stata un torneo maschile di tennis professionistico. È stata la 16ª edizione del torneo, facente parte della categoria Challenger 80 nell'ambito dell'ATP Challenger Tour 2022, con un montepremi di 45 730 €. Si è svolto dal 25 al 31 luglio 2022 sui campi in terra rossa del Circolo Tennis Maggioni di San Benedetto del Tronto, in Italia.

## Partecipanti

### Teste di serie
| Nazionalità | Giocatore                    | Ranking* | Testa di serie |
| ----------- | ---------------------------- | -------- | -------------- |
| Italia      | Andrea Pellegrino            | 174      | 1              |
| Italia      | Luciano Darderi              | 182      | 2              |
| Italia      | Francesco Passaro            | 187      | 3              |
| Argentina   | Nicolás Kicker               | 188      | 4              |
| Argentina   | Andrea Collarini             | 195      | 5              |
| Italia      | Alessandro Giannessi         | 206      | 6              |
| Argentina   | Renzo Olivo                  | 208      | 7              |
| Brasile     | Matheus Pucinelli de Almeida | 219      | 8              |

* Ranking al 18 luglio 2022.

### Altri partecipanti
I seguenti giocatori hanno ricevuto una wild card per il tabellone principale:
- Mattia Bellucci
- Gianmarco Ferrari
- Francesco Maestrelli

I seguenti giocatori sono entrati in tabellone come alternate:
- Matteo Gigante
- Lukáš Rosol
- Aleksej Vatutin

I seguenti giocatori sono passati dalle qualificazioni:
- Camilo Ugo Carabelli
- Raul Brancaccio
- Michael Vrbenský
- João Domingues
- Pedro Boscardin Dias
- Giovanni Fonio

I seguenti giocatori sono entrato in tabellone come lucky loser:
- Andrey Chepelev
- Alex Marti Pujolras

## Campioni

### Singolare
Raul Brancaccio ha sconfitto in finale  Andrea Vavassori con il punteggio di 6–1, 6–1.

### Doppio
Vladyslav Manafov /  Oleg Prihodko hanno sconfitto in finale  Fábián Marozsán /  Lukáš Rosol con il punteggio di 4–6, 6–3, [12–10].